# Ashmeadiella maxima
Ashmeadiella maxima is een vliesvleugelig insect uit de familie Megachilidae. De wetenschappelijke naam van de soort is voor het eerst geldig gepubliceerd in 1936 door Michener.